# Tammy Blanchard
Tammy Blanchard (Bayonne, 14 de dezembro de 1976) é uma atriz americana. Ela trabalhou principalmente em filmes e na televisão, iniciando a sua carreira na novela Guiding Light. Em sua primeira aparição em palco, ela desempenhou o papel de Louise/Gypsy na Broadway em 2003 no musical Gypsy: A Musical Fable, pelo qual recebeu uma indicação ao Tony Award e ao Theatre World Award. Ela ganhou o Emmy Award por sua interpretação da jovem Judy Garland no filme de televisão Life with Judy Garland: Me and My Shadows. Ela também apareceu como Hedy LaRue em 2011 na Broadway em How to Succeed in Business Without Really Trying e foi nomeada para o Tony Award 2011 como Melhor Atriz em um Musical pelo papel.

## Vida e carreira
Blanchard nasceu em Bayonne, New Jersey. Ela fez sua estreia como atriz profissional na novela Guiding Light em 1997, onde interpretou uma menina rica e mimada de Drew Jacobs. Seu papel no show havia aumentado ao longo dos anos, e no momento da sua partida, em 2000, ela havia se tornado uma grande jogadora na série. Ela foi, então, escolhida como a versão mais jovem de Judy Garland de Judy Davis em um docudrama televisivo de 2001: Life with Judy Garland:. Me and My Shadows. Ela recebeu críticas elogiosas por seu desempenho e ganhou um prêmio Emmy de Melhor Atriz Coadjuvante em Minissérie. Ela desempenhou Marianne Mulvaney no filme de televisão We Were the Mulvaneys (2002), e se destacou por sua "força frágil" pelo revisor New York Times. Em 2004, ela interpretou Sally Reid no filme CBS feito para a televisão, When Angels Come to Town com Peter Falk.
Blanchard ganhou uma indicação ao Tony Award e um Theatre World Award por seu trabalho em sua estreia na Broadway, Gypsy: A Musical Fable (2003), no qual ela interpretou a antagonista Bernadette Peters.
Papéis em filmes de Blanchard incluem The Good Shepherd, estrelando como a amante do personagem de Matt Damon; Bella (2006), que levou o prêmio principal no Toronto International Film Festival de 2006; The Ramen Girl (2008) e Deadline. Ela co-estrelou com Jessica Lange no remake de 2006 do filme Sybil, no qual ela interpreta uma mulher com DID (Transtorno dissociativo de identidade). Ela apareceu no elenco multi-estrela no docudrama Living Proof (2008) como a primeira mulher a ter sido tratada com o medicamento Herceptin contra o câncer de mama.
Ela interpreta Amy Roberts , viúva de um assassino, no filme feito para a televisão Amish Grace, que foi ao ar no Lifetime Movie Network em março 2010. O filme é baseado no tiroteio na escola Amish. The Huffington Post escreveu que "Esta é uma atriz jovem incrível e ela deve ficar cada vez melhor em melhores papéis". O Hollywood Reporter observou que Blanchard dá "uma vez em movimento".
Ela apareceu no filme de 2010, Rabbit Hole ao lado de Nicole Kidman e Aaron Eckhart como a irmã de Kidman.
Blanchard desempenhou o papel de "escritório bombshell Hedy La Rue" no revival da Broadway de How to Succeed in Business Without Really Trying, que foi inaugurado em 27 de março de 2011 e encerrado em 20 de maio de 2012. Para este papel Blanchard recebeu seu segunda indicação ao Tony Award de Melhor Atriz em um Musical.
O filme Union Square, co-escrito e dirigido pela Vencedora do Grande Prêmio do Sundance Film Festival, Nancy Savoca, estreou no Festival de Toronto em 2011, e foi exibido em Nova York, em julho de 2012. Nele, Blanchard co-estrela com Patti Lupone, Mira Sorvino, Mike Doyle, Michael Rispoli e Daphne Rubin-Vega.

## Vida pessoal
Tammy Blanchard vive em sua cidade natal de Bayonne e tem uma filha chamada Ava Jean, que nasceu em 2007.